# Zhang Juanjuan

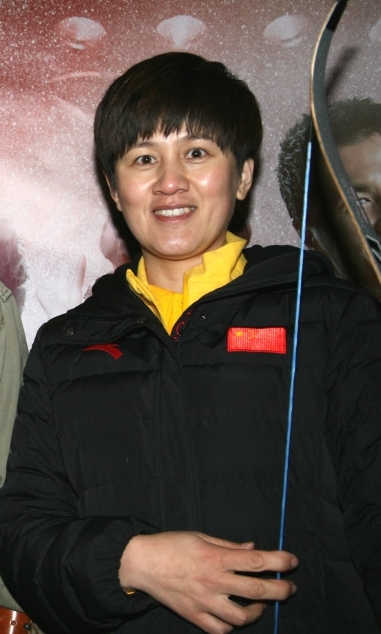
Zhang Juanjuan in 2015

Zhang Juanjuan, Zhāng Juānjuān, (Qingdao, 2 januari 1981) is een Chinees boogschutter.
Zhang Juanjuan is een Chinese naam, de familienaam is Zhang. Zhang begon met boogschieten toen ze dertien jaar was. Ze schiet met een recurveboog. In 2001 werd ze lid van het Chinees nationaal team. Ze deed mee aan diverse internationale wedstrijden, waaronder de World Cup en de Aziatische Spelen. Haar hoogste notering op de FITA-wereldranglijst (derde) was in juli 2004. 
Op de Spelen in Athene (2004) kwam ze goed door de eerste twee ronden, maar werd in de 1/16e finale uitgeschakeld door Alison Williamson. Met het team won ze de zilveren medaille. Zhang deed mee aan de Olympische Spelen in Peking (2008), waar ze met het team opnieuw de zilveren medaille won. Individueel versloeg ze in de finale de Koreaanse  Park Sung-Hyun en werd daarmee olympisch kampioen. 

## Palmares
2002
 Aziatische Spelen (team)
2004
 Olympische Spelen (team)
2006
 World Cup, stage 2 (team)
 World Cup, stage 3 (team en individueel)
 World Cup, stage 4 (team)
 World Cup, finale (individueel)
 Aziatische Spelen (team)
2007
 World Cup, stage 2 (team)
 World Cup, stage 3 (team)
 World Cup, stage 4 (individueel)
2008
 World Cup, stage 2 (team)
 World Cup, stage 3 (team)
 World Cup, stage 4 (individueel)
 Olympische Spelen (team)
 Olympische Spelen (individueel)
1904: Matilda Howell ·
1908: Queenie Newall ·
1972: Doreen Wilber ·
1976: Luann Ryon ·
1980: Keto Losaberidze ·
1984: Seo Hyang-soon ·
1988: Kim Soo-nyung ·
1992: Cho Youn-jeong ·
1996: Kim Kyung-wook ·
2000: Yun Mi-jin ·
2004: Park Sung-hyun ·
2008: Zhang Juanjuan · 
2012: Ki Bo-bae · 
2016: Chang Hye-jin ·
2020: An San ·
2024: Lim Si-hyeon